# Friuli Aquileia Müller Thurgau superiore
Le Friuli Aquileia Müller Thurgau superiore est un vin blanc italien de la région Frioul-Vénétie Julienne doté d'une appellation DOC depuis le 6 août 1988. Seuls ont droit à la DOC les vins blancs récoltés à l'intérieur de l'aire de production définie par le décret.

## Aire de production
Les vignobles autorisés se situent en province d'Udine dans les communes de Bagnaria Arsa, Cervignano del Friuli, Aquileia, Fiumicello, Villa Vicentina, Ruda, Campolongo Tapogliano, Aiello del Friuli, Visco et San Vito al Torre ainsi qu'en partie dans les communes de Santa Maria la Longa, Palmanova, Terzo d'Aquileia, Chiopris-Viscone, Trivignano Udinese et Gonars.
Voir aussi les articles Friuli Aquileia Müller Thurgau frizzante et Friuli Aquileia Müller Thurgau.

## Caractéristiques organoleptiques
- couleur : blanc paille
- odeur: intense, caractéristique, agréable
- saveur: sec, rond, harmonique, parfois vif

Le Friuli Aquileia Muller Thurgau se déguste à une température de 8 à 10 °C et il se gardera 1 – 2 ans.

## Production
Province, saison, volume en hectolitres :
- pas de données disponibles